# 圣安杰洛-德尔佩斯科
圣安杰洛-德尔佩斯科（義大利語：Sant'Angelo del Pesco），是意大利伊塞尔尼亚省的一个市镇。总面积15平方公里，人口378人，人口密度25.2人/平方公里（2009年）。ISTAT代码为094046。